# Ghezala (délégation)
Ghezala est une délégation tunisienne dépendant du gouvernorat de Bizerte.
En 2004, elle compte 27 799 habitants dont 13 900 hommes et 13 899 femmes répartis dans 6 167 ménages et 6 261 logements.